# HD 15996
HD 15996，又名BD-20 480，SAO 167878、HR 745，是一颗恒星，视星等为6.21，位于銀經201.48，銀緯-65.57，其B1900.0坐标为赤經2h 29m 3.3s，赤緯-20° -65.57′ 22″。